# Grand Prix Monaka 1961
Grand Prix Monaka 1961 (oficiálně XIX Grand Prix de Monaco) se jela na okruhu Circuit de Monaco v Monte Carlu v Monaku dne 14. května 1961. Závod byl prvním v pořadí v sezóně 1961 šampionátu Formule 1.

## Závod
| Poř.   | No. | Jezdec              | Konstruktér       | Počet kol | Čas/Odstoupení       | Pořadí na startu | Body |
| ------ | --- | ------------------- | ----------------- | --------- | -------------------- | ---------------- | ---- |
| 1      | 20  | Stirling Moss       | Lotus-Climax      | 100       | 2:45:50.1            | 1                | 9    |
| 2      | 36  | Richie Ginther      | Ferrari           | 100       | +3.6                 | 2                | 6    |
| 3      | 38  | Phil Hill           | Ferrari           | 100       | +41.3                | 5                | 4    |
| 4      | 40  | Wolfgang von Trips  | Ferrari           | 98        | Nehoda               | 6                | 3    |
| 5      | 4   | Dan Gurney          | Porsche           | 98        | +2 kola              | 10               | 2    |
| 6      | 26  | Bruce McLaren       | Cooper-Climax     | 95        | +5 kol               | 7                | 1    |
| 7      | 42  | Maurice Trintignant | Cooper-Maserati   | 95        | +5 kol               | 15               |      |
| 8      | 32  | Cliff Allison       | Lotus-Climax      | 93        | +7 kol               | 14               |      |
| 9      | 6   | Hans Herrmann       | Porsche           | 91        | +9 kol               | 12               |      |
| 10     | 28  | Jim Clark           | Lotus-Climax      | 89        | +11 kol              | 3                |      |
| 11     | 22  | John Surtees        | Cooper-Climax     | 68        | Motor                | 11               |      |
| 12     | 2   | Jo Bonnier          | Porsche           | 59        | Vstřikování          | 9                |      |
| 13     | 16  | Tony Brooks         | BRM-Climax        | 54        | Motor                | 8                |      |
| Ret    | 8   | Michael May         | Lotus-Climax      | 42        | Olejové potrubí      | 13               |      |
| Ret    | 24  | Jack Brabham        | Cooper-Climax     | 38        | Zapalování           | 16               |      |
| Ret    | 18  | Graham Hill         | BRM-Climax        | 11        | Palivové vstřikování | 4                |      |
| DNS    | 30  | Innes Ireland       | Lotus-Climax      |           | Zranění v tréninku   |                  |      |
| DNQ    | 34  | Henry Taylor        | Lotus-Climax      |           |                      |                  |      |
| DNQ    | 14  | Masten Gregory      | Cooper-Climax     |           |                      |                  |      |
| DNQ    | 10  | Lucien Bianchi      | Emeryson-Maserati |           |                      |                  |      |
| DNQ    | 12  | Olivier Gendebien   | Emeryson-Maserati |           |                      |                  |      |
| Zdroj: |     |                     |                   |           |                      |                  |      |

## Průběžné pořadí po závodě
Pohár jezdců
| Pořadí | Jezdec             | Body |
| ------ | ------------------ | ---- |
| 1      | Stirling Moss      | 9    |
| 2      | Richie Ginther     | 6    |
| 3      | Phil Hill          | 4    |
| 4      | Wolfgang von Trips | 3    |
| 5      | Dan Gurney         | 2    |
| Zdroj: |                    |      |

Pohár konstruktérů
| Pořadí | Konstruktér   | Body |
| ------ | ------------- | ---- |
| 1      | Lotus-Climax  | 8    |
| 2      | Ferrari       | 6    |
| 3      | Porsche       | 2    |
| 4      | Cooper-Climax | 1    |
| Zdroj: |               |      |